# Santa Maria del Pla de Santa Maria
Santa Maria del Pla de Santa Maria és un monument del municipi del Pla de Santa Maria inclòs en l'Inventari del Patrimoni Arquitectònic de Catalunya.

## Descripció
L'església és de planta de creu llatina de tres naus amb capelles laterals. La nau central està més elevada i té situada en el creuer una cúpula sobre petxines, amb set finestres. La volta és de canó amb llunetes en la nau central, i d'aresta en les laterals. Els suports són pilars i els arcs de mig punt. Hi ha gran profusió decorativa a l'interior (pilastres i pilars) amb motius geomètrics. La façana principal presenta una gran portada. La porta d'accés està emmarcada per grans columnes que sostenen un arc obert sota la rosassa. El timpà presenta decoracions. A la banda de l'Evangeli hi ha una torre de planta quadrada, de dos cossos octogonals. A la banda de l'Epístola hi ha l'inici d'una altra. L'obra és de maçoneria i pedra, formant carreus regulars.

## Història
L'església es construí l'any 1777. Aquesta obra va provocar greus enfrontaments entre la població. Un grup de veïns (gavatxos) era partidari d'enderrocar l'església de Sant Ramon per aprofitar els materials i, l'altre (marrocs) propugnaven la utilització de materials nous i respectar l'església primitiva. Aquest darrer criteri és el que prevalgué.